# Censo chileno de 1920
El IX Censo Nacional de Población de Chile fue realizado el día 15 de diciembre de 1920 y concluyó en buenas condiciones gracias a los nuevos métodos utilizados por la Oficina de Estadísticas de Chile. Los errores inevitables en proyectos de esta envergadura, fueron corregidos oportunamente. En este conteo, la población de la República llegó a los 3 753 799 habitantes. La tendencia que ya se ha visto desde censos anteriores es al aumento paulatino de la población urbana, así como el incremento de la tasa de alfabetización, sobre todo este año, en que se promulga además la Ley de Instrucción Primaria Obligatoria.
En este censo, los extranjeros fueron empadronados, clasficándoles por su nacionalidad, pero les correspondió responder un cuestionario similar al del resto de los habitantes nacionales.

## Resultados generales
| Población total | 3 753 799 | 100  |
| Total Hombres   | 1 865 827 | 49,7 |
| Total Mujeres   | 1 887 972 | 50,3 |
| Total Urbana    | 1 749 562 | 46,6 |
| Total Rural     | 2 005 161 | 53,4 |

| Araucanos         | 105 162 | 100  |
| Hombres Araucanos | 51 946  | 49,4 |
| Mujeres Araucanos | 53 216  | 50,6 |

| Chilenos       | 3 633 313 | 96,8 |
| Extranjeros    | 120 486   | 3,2  |
| Total Solteros | 2 576 977 | 68,6 |
| Total Casados  | 981 039   | 26,1 |
| Total Viudos   | 195 783   | 5,2  |

| Alfabetos           | 1 891 780 | 50,4 |
| Hombres Alfabetos   | 955 681   | 51,3 |
| Mujeres Alfabetas   | 930 099   | 49,2 |
| Analfabetos         | 1 862 019 | 49,6 |
| Hombres Analfabetos | 910 146   | 48,7 |
| Mujeres Analfabetas | 951 873   | 50,8 |

| Ciegos      | 2910 | 0,07 |
| Dementes    | 4510 | 0,12 |
| Inválidos   | 6006 | 0,15 |
| Sordo-Mudos | 3723 | 0,09 |

| Católicos    | 3 597 900 | 97,6 |
| Protestantes | 54 165    | 0,6  |
| Ortodoxos    | 907       | 0,09 |
| Musulmanes   | 402       | 0,02 |
| Judíos       | 2138      | 0,04 |
| Budistas     | 1299      | 0,00 |
| Positivistas | 72        | 0,00 |
| Sin Religión | 96 916    | 0,8  |

| Caza y Pesca       | 4502      | 0,11  |
| Agricultura        | 487 852   | 12,99 |
| Minería            | 56 092    | 1,49  |
| Industria          | 326 224   | 8,69  |
| Transporte         | 64 636    | 1,72  |
| Comercio           | 119 012   | 3,17  |
| Profesionales      | 5846      | 0,15  |
| Área Salud         | 7964      | 0,21  |
| Bellas Artes       | 3654      | 0,09  |
| Profesores         | 12.426    | 0,33  |
| Religiosos         | 5605      | 0,14  |
| Servicios Públicos | 10 942    | 0,29  |
| Fuerza Pública     | 27 413    | 0,73  |
| Servicio Doméstico | 132 923   | 3,54  |
| Administrativos    | 77 259    | 2,05  |
| Estudiantes        | 318 261   | 8,47  |
| Rentistas          | 17 477    | 0,46  |
| Sin Profesión      | 2 074 688 | 55,26 |

## Fuente
- Censo de 1920 - INE

- Datos: Q5760496